# Sherrill (Arkansas)
Sherrill é uma cidade  localizada no estado americano de Arkansas, no Condado de Jefferson.

## Demografia
Segundo o censo americano de 2000, a sua população era de 126 habitantes.
Em 2006, foi estimada uma população de 119, um decréscimo de 7 (-5.6%).

## Geografia
De acordo com o United States Census Bureau, a localidade tem uma área de 0,4 km², sem área coberta por água. Sherrill localiza-se a aproximadamente 66 m acima do nível do mar.

## Localidades na vizinhança
O diagrama seguinte representa as localidades num raio de 24 km ao redor de Sherrill.